# Bianca Cappello
Bianca Cappello (Veneza, 1548 - Poggio a Caiano, 20 de outubro de 1587) foi uma nobre italiana amante e, depois, a segunda mulher de Francisco I de Médici, Grão-Duque da Toscana. O seu marido oficializou o seu estatuto de consorte Grã-Ducal.

## Biografia
Bianca nasceu em Veneza, em 1548, filha de Bartolomeo Cappello e de Pellegrina Morosini, que pertencia a uma das mais ricas e nobres famílias Venezianas, destacando-se pela sua grande beleza.
Com quinze anos ela apaixonou-se por Pietro Bonaventuri, um jovem Florentino empregado na firma dos Salviati e, a 28 de novembro de 1563 fugiu com ele para Florença, onde vieram a casar. Em 1564 ela deu à luz uma menina chamada Virginia ou, de acordo com outras fontes, Pellegrina. O governo Veneziano fez todos os esforços para que Bianca fosse detida e enviada de volta pa Veneza mas o Grão-Duque Cosme I de Médici interveio em sua defesa e ela acabou por ser deixada em paz.

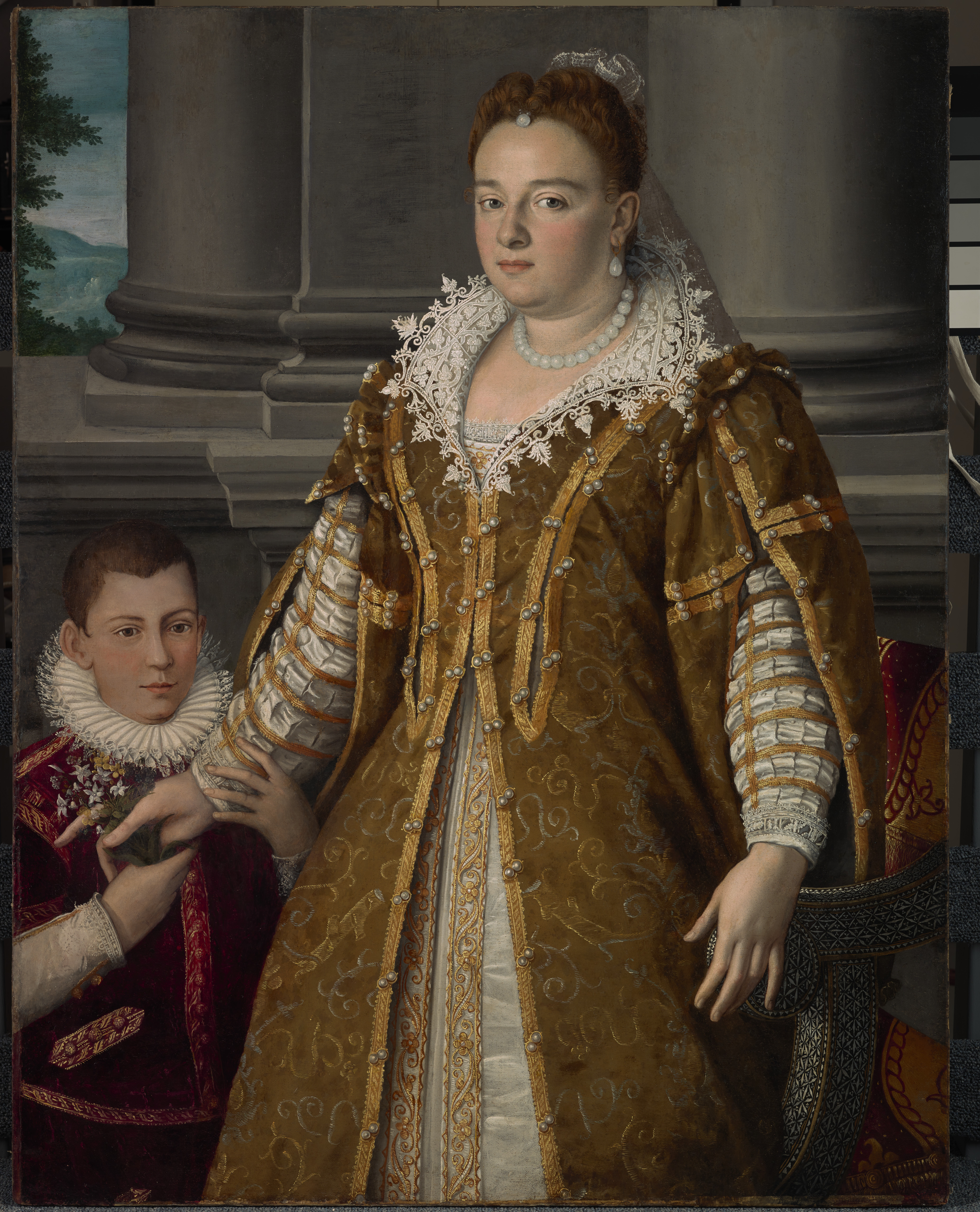
Bianca Cappello e seu filho Antonio, retrato por Alessandro Allori

Contudo, ela não se dava bem com a família do marido, que eram pessoas pobres e a obrigavam a fazer trabalhos domésticos. Mas a sua beleza, atraiu  o Grão-Príncipe Francisco, filho e herdeiro aparente do Grão-Duque.
Embora já casado com Joana da Áustria, Francisco seduziu Bianca e ofereceu-lhe jóias, dinheiro e outros presentes. A Bonaventuri, o marido de Bianca, foi oferecido um emprego na Corte e ele próprio envolveu-se com outras mulheres até que, em 1572, foi assassinado nas ruas de Florença como consequência de intrigas amorosas. É possível que Bianca e Francisco estivessem envolvidos.
Com a morte de Cosme I, em 1574, Francisco sucedeu no Grão-ducado. Ele instalou Bianca num palácio (atualmente conhecido como Palazzo di Bianca Cappello) próximo da sua residência oficial e desrespeitando a sua mulher exibindo a sua amante perante ela. Nesta altura, Francisco não tinha qualquer filho legítimo que viesse a herdar a coroa; uma criança de Bianca, embora ilegítima, seria um potencial herdeiro e, consequentemente, reforçaria a posição de Bianca. Em 1576 ela deu à luz Don António de Médici, mas o pai, que ainda mantinha a esperança de ter um filho legítimo da sua mulher, recusou a reconhece-lo. Francisco e Joanna acabaram por ter um filho, o Grão-Príncipe Filipe de Médici, em 1577. A criança sobreviveu os frágeis meses da infância, e as esperanças de Bianca não passavam.

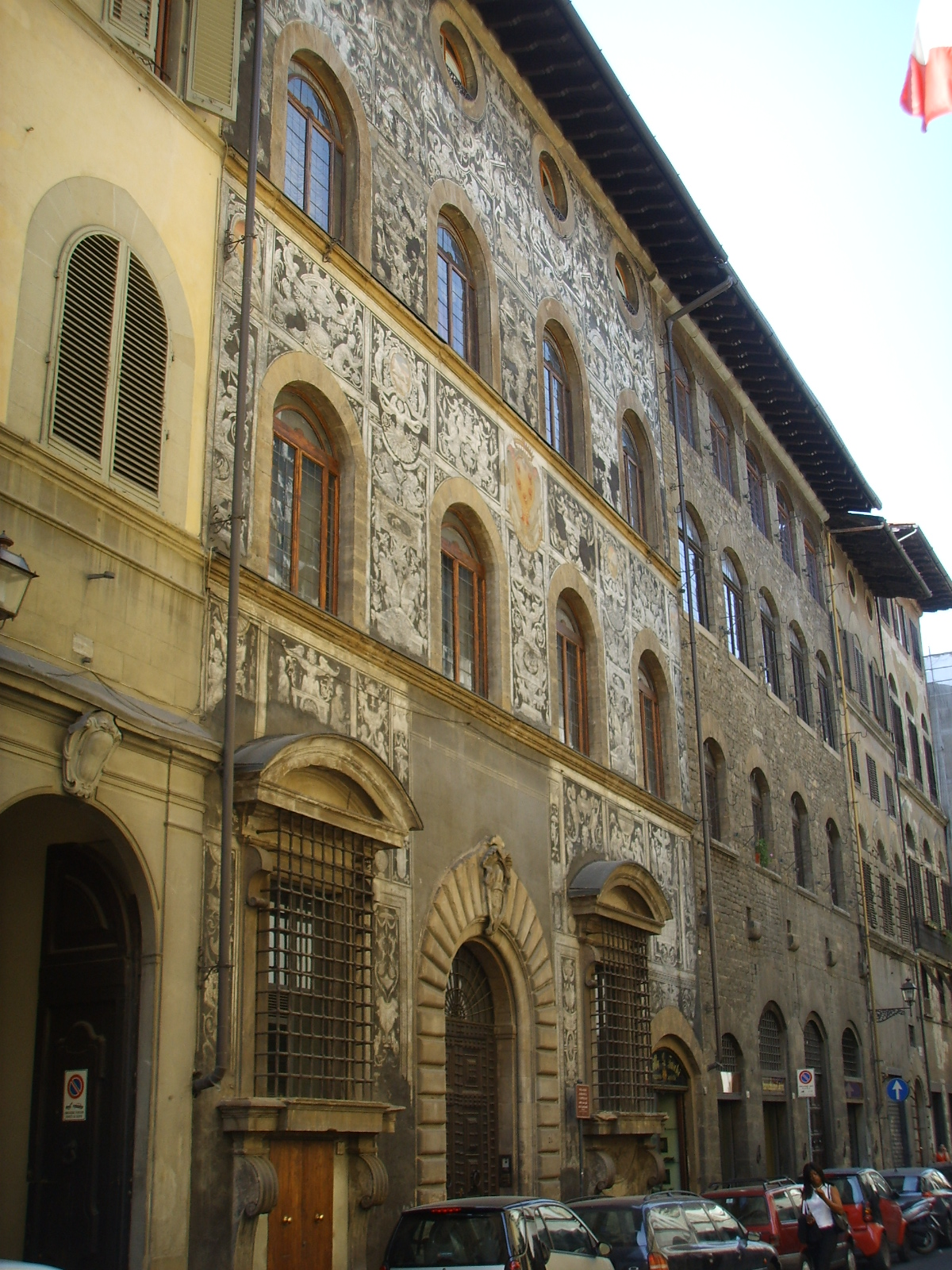
O Palácio de Bianca Cappello, em Florença.

## Casamento
Em 1578, a Grâ-Duquesa Joana morreu; poucos meses mais tarde, Francisco casou secretamente com Bianca e, a 10 de junho de 1579, o casamento foi anunciado publicamente, e António reconhecido como filho do Grão-Duque. Dois dias mais tarde, a 12 de junho, Bianca foi coroada Grã-Duquesa da Toscana no Palazzo Vecchio em Florença. O governo Veneziano ultrapassou quaisquer ressentimentos sendo oficialmente representado nas magnificas festividades de casamento, uma vez que via em Bianca Cappello um instrumento para cimentar as boas relações com a Toscana.
Contudo, a posição de Bianca, ainda não estava assegurada. O herdeiro continuava a ser o jovem Grão-Príncipe Filipe; o seu próprio filho da relação com  Francisco, embora reconhecido, permanecia ilegítimo e, por isso, impedido de herdar o trono. Não houve qualquer outra descendência do relacionamento, e Bianca sabia bem que, se o marido morresse antes dela, ela estava perdida, uma vez que a família grã-ducal, especialmente o irmão Cardeal Fernando, odiavam-na amargamente, considerando-a uma aventureira e intrusa.
Contudo, em 1582, o Grão-Príncipe Filipe morreu. Francisco começou imediatamente a tentar que a sucessão fosse assegurada pelo seu outro filho, António, tentando legitimá-lo e torná-lo herdeiro aparente, com o apoio de Filipe II de Espanha. Como mãe do herdeiro, a posição de Bianca reforçar-se-ia: mesmo que Francisco viesse a morrer antes de António atingir a maioridade, Bianca teria uma boa pretensão para governar como regente em nome do filho, e a familia do marido respeito-la-ia como mãe do herdeiro.
Em outubro de 1587, na Villa Medicea di Poggio a Caiano, Francisco e Bianca morreram em 19 e 20 de outubro, provavelmente envenenados, ou como alguns historiadores pensam, com febre da malária. Como Bianca não era oficialmente membro da família Médici, o Cardeal Fernando não permitiu que o seu corpo fosse sepultado na tumba da família. Em vez disso, Bianca foi sepultada numa sepultura sem quaisquer marcas sob a igreja de S. Lourenço, localizada próximo do local da sua morte. Em 2006, peritos forenses e toxicological da Universidade de Florença identificaram evidências de envenenamento com arsénico num estudo publicado no British Medical Journal, mas em 2010 evidências do parasita Plasmodium falciparum, causador da malária, foi encontrado nos restos mortais de Francisco.

## Representações
A biograpfia de Bianca Cappello foi utilizada por Thomas Middleton para a sua tragédia Women Beware Women, publicada em 1657.